# Cauloramphus variegatus
Cauloramphus variegatus är en mossdjursart som först beskrevs av Walter Douglas Hincks 1881.  Cauloramphus variegatus ingår i släktet Cauloramphus och familjen Calloporidae. Inga underarter finns listade i Catalogue of Life.